# Relations entre l'Ossétie du Sud et la Syrie
Les relations entre l'Ossétie du Sud et la Syrie sont les relations internationales entre la république d'Ossétie du Sud-Alanie et la République arabe syrienne. 
Avant l'indépendance des deux pays, un certain nombre d'Ossètes musulmans, refusant la domination de l'Empire russe, se sont réfugiés dans les provinces orientales de l'Empire ottoman, dans ce qui est aujourd'hui la Turquie, la Syrie et la Jordanie. Certains de leurs descendants ont conservé leur langue.
La Syrie reconnaît l'Ossétie du Sud le 29 mai 2018. Les deux pays, rapprochés par leur alliance commune avec la Russie, établissent des relations diplomatiques. Le 22 juillet 2018, ils concluent un traité de coopération économique et commerciale. Du 23 au 25 juillet 2018, le président sud-ossète Anatoli Bibilov, accompagné de ses ministres des Affaires étrangères et du Développement économique, effectue une visite à Damas et rencontre le président syrien Bachar el-Assad. 
En réaction à cette reconnaissance, la Géorgie, le 29 mai 2018, rompt ses relations diplomatiques avec la Syrie. L'Union européenne, dans une déclaration du même jour, voit dans cette décision syrienne une infraction au droit international.
En novembre 2018, le gouvernement syrien ouvre à Damas un pavillon des entreprises sud-ossètes. Celles-ci seraient intéressées par différents marchés, notamment celui du préfabriqué, très demandé dans ce pays ravagé par une décennie de guerre civile. Selon certains analystes, ces entreprises sud-ossètes ne seraient que les prête-noms de compagnies russes basées à Moscou.
À la suite de la chute du régime de Bachar el-Assad l'ambassade Sud-ossète ainsi que l'ambassade Abkhaze ont été évacués le 15 décembre 2024 et aujourd'hui les relations entre les deux pays nous sont inconnues